# 2019年世界陸上競技選手権大会グアテマラ選手団
2019年世界陸上競技選手権大会グアテマラ選手団は、2019年9月27日から10月6日までカタールのドーハで開催された第17回世界陸上競技選手権大会のグアテマラ選手団。

## 選手団
- 人員: 選手 5人

## 選手名簿・結果
| 選手                     | 種目         | 結果          | 順位     |
| ------------------------ | ------------ | ------------- | -------- |
| エリック・バロンド       | 男子20km競歩 | 1時間30分40秒 | 12位     |
| ホセ・バロンド           | 男子20km競歩 | 失格          | 失格     |
| ホセ・マリア・レイムンド | 男子20km競歩 | 途中棄権      | 途中棄権 |
| マイラ・ペレス           | 女子20km競歩 | 1時間46分42秒 | 38位     |
| ミルナ・オルティス       | 女子20km競歩 | 1時間37分32秒 | 12位     |